# B-26 Marauder
De Martin B-26 Marauder is een Amerikaanse tweemotorige middelzware bommenwerper. De eerste vlucht vond plaats op 25 november 1940. Het toestel werd begin 1942 voor het eerst ingezet in Oceanië, later werd het ook gebruikt voor missies in het Middellandse Zeegebied en in West-Europa. In totaal zijn er 5157 exemplaren gebouwd.

## Operationele geschiedenis
Bij de indienststelling van de B-26 gebeurden er veel ongelukken waardoor het toestel de bijnaam "Widowmaker" kreeg. De ongelukken werden minder na een aantal aerodynamische verbeteringen, waaronder het vergroten van de vleugelspanwijdte.
De USAAF zette de B-26 begin 1943 in West-Europa in. De eerste opdrachten waren vergelijkbaar met die in Noord-Afrika, er werd gevlogen op lage hoogten. Deze missies waren niet succesvol. De tweede opdracht, een aanval op een energiecentrale in IJmuiden, zonder escorte, resulteerde in het verlies van de volledige groep van tien B-26's. Als gevolg van deze en andere slechte ervaringen werd de bewapening van het toestel verbeterd, ook werd besloten het vliegtuig op grotere hoogten in te zetten. Deze maatregelen hadden effect; in 1944-1945 hadden de USAAF B-26-squadrons de laagste verliezen van alle Amerikaanse dagbommenwerpers.